# Coup d'État de 2006 en Thaïlande
 (mai 2014).
Le coup d'État du 19 septembre 2006 en Thaïlande fait suite à une instabilité gouvernementale, et à quelques scandales politiques, et surtout à une violente campagne orchestrée par les généraux de l'état-major contre le Premier ministre Thaksin. Le pays connaît également une vague de violence terroriste séparatiste de la part d'extrémistes musulmans dans sa partie sud. Ce sont les membres de la Royal Thai Army qui ont assiégé les bâtiments du Premier Ministre Thaksin Shinawatra, absent lors des événements. Bangkok est passée en quelques heures sous le contrôle des militaires sans effusion de sang.
Le 19 septembre 2006, quatorze blindés ont pris position autour de la Maison du gouvernement à Bangkok et une cinquantaine de soldats sont entrés dans l'édifice pour en prendre le contrôle. Depuis les États-Unis où il s'était rendu pour l'assemblée générale des Nations unies à New York, Thaksin Shinawatra a tenté de limoger le général Sonthi Boonyaratglin responsable du putsch et a proclamé l'état d'urgence strict à Bangkok.
Le lendemain, le roi Bhumibol Adulyadej avalise le coup d'État et le gouvernement militaire du général Sonthi Boonyaratglin par un décret royal légitimant le renversement d'un gouvernement légitime ; Sonthi prend la tête d'un gouvernement provisoire et du Conseil pour une Réforme Démocratique sous l'égide de la Monarchie Constitutionnelle.
Les provinces rurales du Nord et du Nord-Est seraient fidèles au Premier ministre Thaksin tandis que les régions urbaines, plus riches, Bangkok et le Sud seraient favorables au putschistes.
Les putschistes ont déclaré la loi martiale, dissout le parlement, annulé la constitution et le conseil constitutionnel, sévèrement limité la liberté d'expression, interdit les rassemblements politiques, interdit la création de nouveaux partis politiques et mis les médias locaux sous contrôle de la censure militaire.

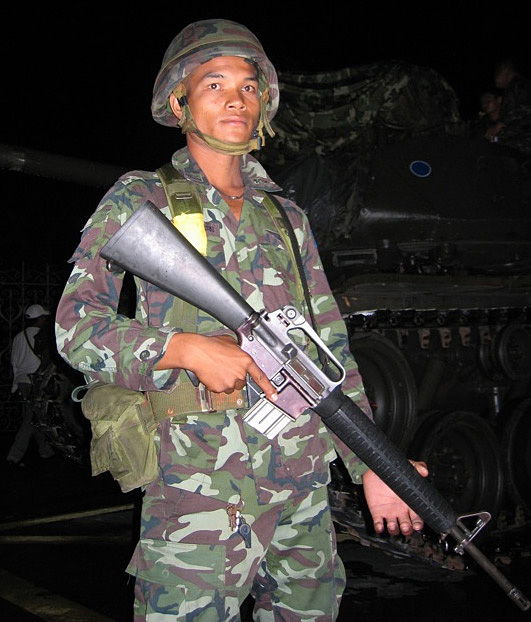
Un soldat dans la rue lors du coup d'État. Le tissu jaune signifie que l'armée reste fidèle au roi.

Les médias internationaux rappellent que les coups d'État militaires sont fréquents en Thaïlande (qui en serait à son dix-huitième coup d'État, le dernier datant de mai 1992.
Le coup d'État a reçu des manifestations de soutien de la part du public mais a aussi suscité des protestations.
Le général à la retraite Surayud Chulanont, ancien commandant en chef de l'armée, a été nommé premier ministre par intérim et une constitution provisoire a été proclamée le 1er octobre.
La junte militaire annonce ensuite que les politiques du premier ministre déposé Thaksin Shinawatra n'étaient pas alignées sur la philosophie du roi, à savoir sa philosophie de l'économie de suffisance. Le préambule de la nouvelle constitution faisait de la promotion de l'économie de suffisance l'un des rôles de l’État.